# 9704 Georgebeekman
A 9704 Georgebeekman (ideiglenes jelöléssel 5469 T-2) a Naprendszer kisbolygóövében található aszteroida. Cornelis Johannes van Houten, Ingrid van Houten-Groeneveld és Tom Gehrels fedezte fel 1973. szeptember 30-án.